# 佐賀県道38号相知山内線
佐賀県道38号相知山内線（さがけんどう38ごう おうちやまうちせん）は、佐賀県唐津市から武雄市に至る県道（主要地方道）である。

## 概要
佐賀県唐津市相知町相知から武雄市山内町大字三間坂に至る。
一部区間で国道498号と重複するほか、相知町から伊万里市にかけては、筑肥線とほぼ同じルートを通る。

### 路線データ
- 起点：佐賀県唐津市相知町相知（山崎橋交差点、国道203号交点、佐賀県道40号浜玉相知線終点）
- 終点：佐賀県武雄市山内町大字三間坂（佐賀県道45号嬉野山内線・長崎県道・佐賀県道104号波佐見山内線交点）

## 歴史
- 1993年（平成5年）5月11日 - 建設省から、県道相知山内線が相知山内線として主要地方道に指定される[1]。
- 2013年（平成25年）1月18日 - 佐賀県告示第10号により、国道498号松浦バイパスと並行する旧道の国道指定が解除され、伊万里市松浦町桃川 - 鹿路峠交差点が本路線の単独区間となる[2]。
- 2021年（令和3年）4月1日 - 国道498号若木バイパスと並行する現道区間の国道指定が解除されたことに伴い、伊万里市松浦町桃川 - 武雄市若木町大字本部の区間が若木バイパスと重複する経路に変更となる[3][4]。

## 路線状況

### 重複区間
- 佐賀県道264号山崎西相知停車場線（唐津市相知町佐里 地内）
- 国道498号（伊万里市松浦町桃川・鹿路峠交差点 - 武雄市若木町大字本部）

### 道路施設

#### 橋梁
- 和田山橋（松浦川、唐津市）

## 地理

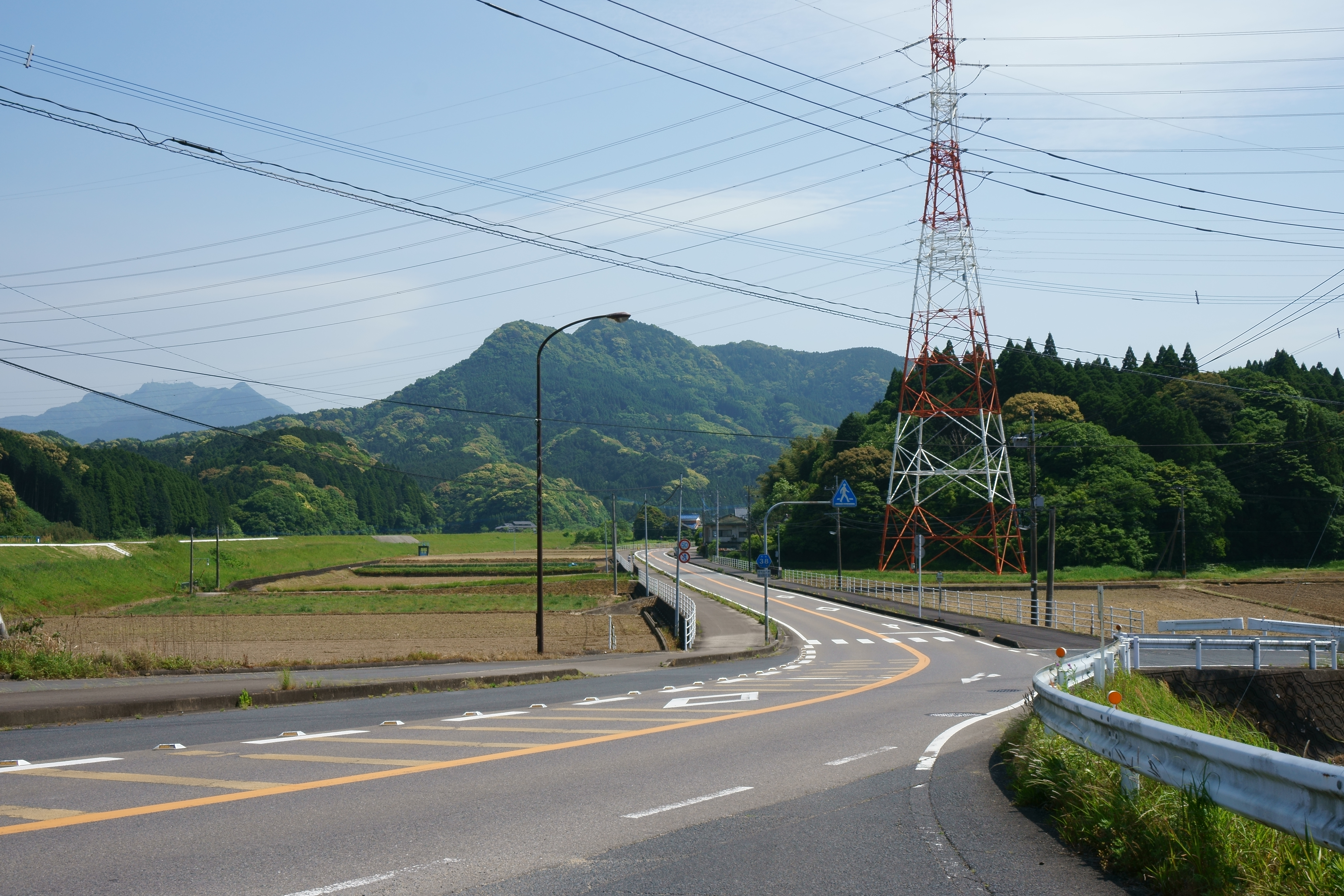
唐津市相知町佐里から武雄方面

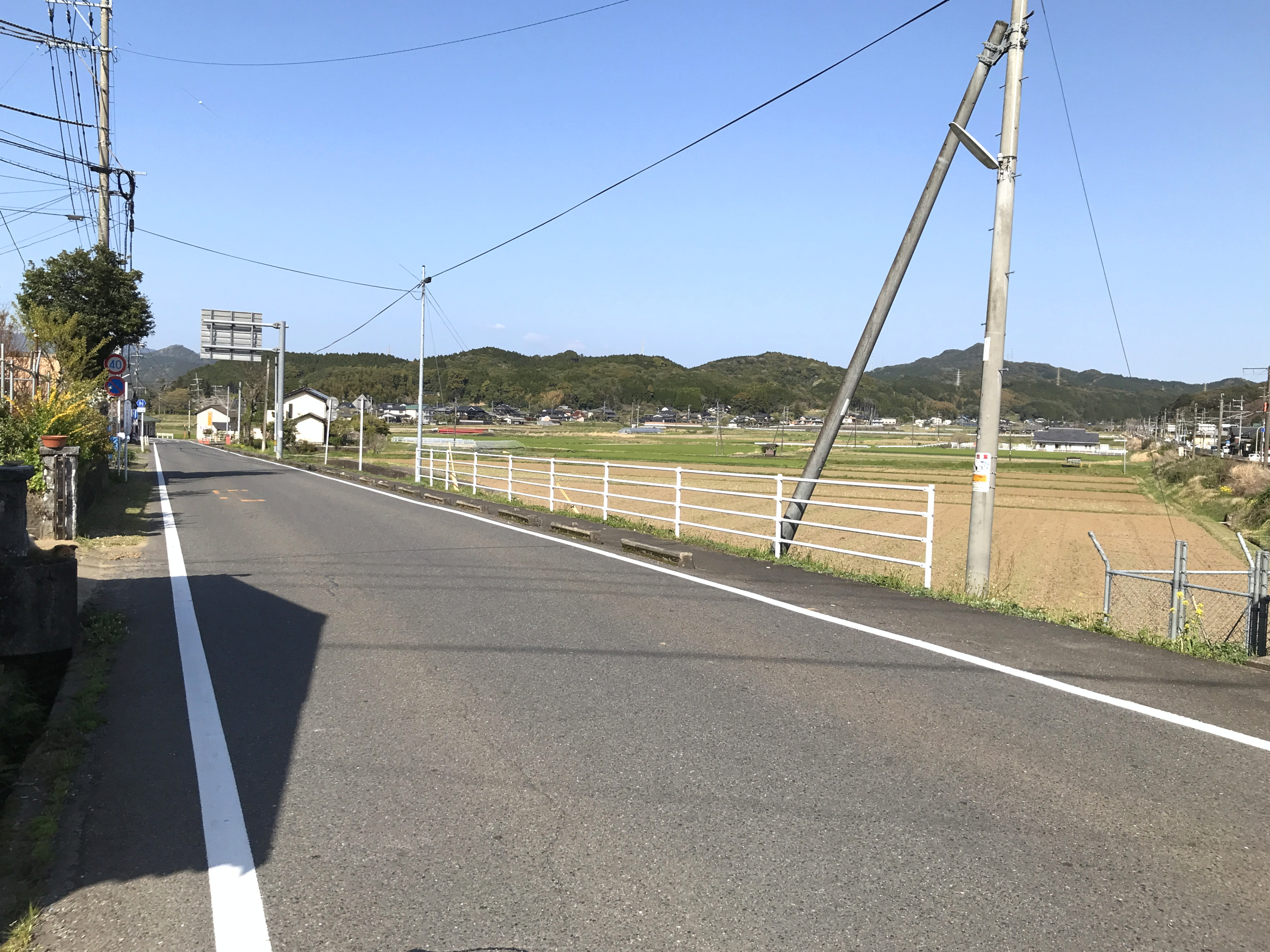
武雄市山内町大字三間坂から唐津方面

### 通過する自治体
- 唐津市
- 伊万里市
- 武雄市

### 交差する道路
| 交差する道路                                               | 市町村名 | 交差する場所     | 交差する場所        |
| ---------------------------------------------------------- | -------- | ---------------- | ------------------- |
| 国道203号 佐賀県道40号浜玉相知線                           | 唐津市   | 相知町相知       | 山崎橋交差点 / 起点 |
| 佐賀県道264号山崎西相知停車場線 重複区間起点               | 唐津市   | 相知町佐里       |                     |
| 佐賀県道264号山崎西相知停車場線 重複区間終点               | 唐津市   | 相知町佐里       |                     |
| 佐賀県道237号駒鳴停車場線                                  | 伊万里市 | 大川町駒鳴       |                     |
| 佐賀県道32号伊万里畑川内厳木線                             | 伊万里市 | 大川町大川野     | 大川野交差点        |
| 国道498号 重複区間起点                                     | 伊万里市 | 松浦町桃川       | 鹿路峠交差点        |
| 国道498号 重複区間終点                                     | 武雄市   | 若木町大字本部   |                     |
| 佐賀県道53号武雄伊万里線                                   | 武雄市   | 武内町大字真手野 | 武内町梅ノ原交差点  |
| 佐賀県道257号梅野有田線                                    | 武雄市   | 武内町大字梅野   |                     |
| 佐賀県道45号嬉野山内線 長崎県道・佐賀県道104号波佐見山内線 | 武雄市   | 山内町大字三間坂 | 終点                |

### 交差する鉄道
- 唐津線
- 筑肥線
- 佐世保線

### 沿線
- JR九州筑肥線
  - 西相知駅 - 佐里駅 - 駒鳴駅 - 大川野駅 - 肥前長野駅 - 桃川駅
- 佐里温泉
- SARIコスモス遊園
- 伊万里市立大川小学校
- 武雄市立武内小学校